# Michelle Gibson
Michelle Gibson, née le 25 février 1969, est une cavalière de dressage américaine.

## Palmarès

### Jeux olympiques
- 1996 : médaille de bronze  par équipe (composée de Robert Dover, Steffen Peters et Guentër Seidel) aux Jeux olympiques d'Atlanta aux États-Unis avec Peron[1].